# Antonio Tozzi (baloncestista)

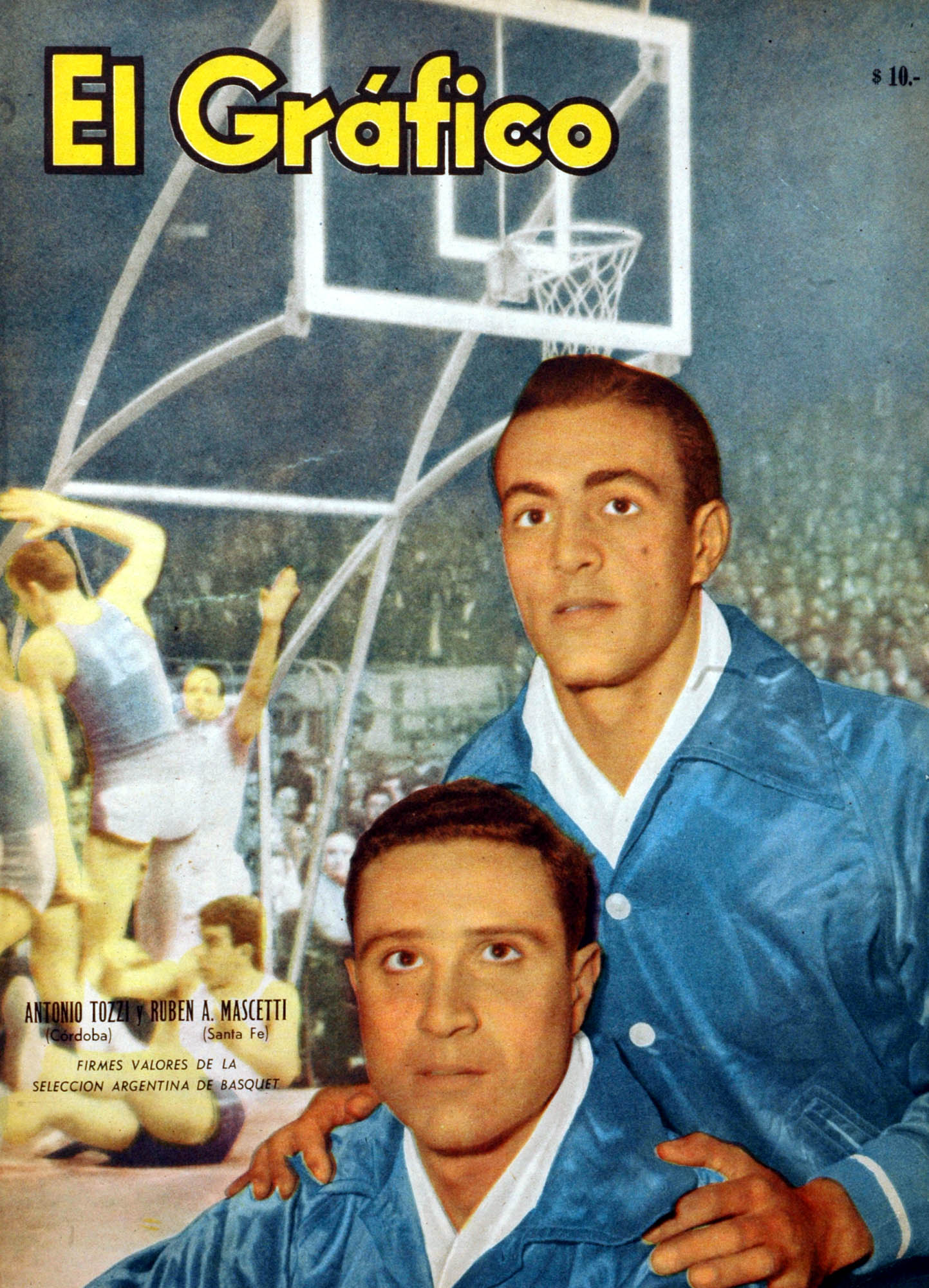
Antonio Tozzi y Rubén Mascetti en 1960.

Antonio Tozzi (Córdoba, 5 de marzo de 1940 - Santiago del Estero, 25 de enero de 2017) fue un jugador de básquetbol argentino. Representó a su país en el Campeonato Mundial de Baloncesto de 1959 y en el Campeonato Mundial de Baloncesto de 1963 entre otros torneos. También actuó en varias ediciones del Campeonato Argentino de Básquet como parte de los seleccionados de Córdoba y Santiago del Estero.

## Trayectoria
Tozzi comenzó a practicar básquetbol en el club Atenas, jugando también en los Campeonatos Evita. Destacado más por su juego defensivo que por el ofensivo, se desempeñaba en la posición de lo que actualmente sería el alero.
Se consagró tres veces campeón del torneo de la Asociación Cordobesa de Básquetbol, pasando en 1960 al XV de Piracicaba, un equipo brasileño con el cual conquistaría el título del Campeonato Estatal de Sao Paulo.
En 1961 regresó a su país para sumarse a las filas del club Centro de Fomento Barrio Observatorio, donde jugaba su hermano Raúl Tozzi. Allí permanecería hasta 1965, antes de hacer su retorno a Atenas. Como era empleado de la empresa Fiat, jugó en paralelo para el equipo de la entidad no sólo en los Juegos Deportivos Interindustriales de Argentina, sino también en los de Italia.
En 1968 decidió radicarse en la ciudad de Santiago del Estero, por lo que pasó a unirse al equipo local Juventud BBC. Allí más tarde formaría un competitivo trío con los bases Benjamín Arce y Alfredo Tulli.
Su última temporada en el básquetbol competitivo fue como miembro de Racing de Córdoba, equipo al cual le aportó su experiencia.
Asimismo Tozzi participó de 17 ediciones del Campeonato Argentino de Básquet (10 con Córdoba y 7 con Santiago del Estero), siendo parte del plantel cordobés que obtuvo la victoria en 1963.

## Selección nacional
Tozzi integró la selección de básquetbol de Argentina que participó del Campeonato Mundial de Baloncesto de 1959 y del Campeonato Mundial de Baloncesto de 1963. También disputó cuatro ediciones del Campeonato Sudamericano de Baloncesto.